# Seshagiria sahyadrica
Seshagiria sahyadrica är en oleanderväxtart som beskrevs av M.Y. Ansari och Hemadri. Seshagiria sahyadrica ingår i släktet Seshagiria och familjen oleanderväxter. Inga underarter finns listade i Catalogue of Life.